# L'assassinio di Mike
L'assassinio di Mike (Mike's Murder) è un film statunitense del 1984 diretto da James Bridges e con protagonista Debra Winger. Nel cast figurano inoltre Mark Keyloun, Darell Larson e Brooke Alderson.

## Trama[2][3][4]
Los Angeles: Betty Parrish confessa al suo maestro di tennis Mike di essersi presa una cotta per lui. L'uomo però poco dopo fa perdere le sue tracce e, dopo qualche tempo, viene ritrovato morto assassinato: Betty inizia così ad indagare.

## Colonna sonora
I brani della colonna sonora originale del film furono affidati a Joe Jackson.